# أونيكس (سويسرا)
أونيكس (بالفرنسية: Onex) هي بلدية تقع في كانتون جنيف في سويسرا.

## المدن التوأمة
- ليستل،  سويسرا
- Massagno،  سويسرا
- Bandol،  فرنسا

## أعلام
- اكزافيه هوشتراسير